# Елемер Сатмарі
Елемер Сатмарі (угор. Elemér Szathmáry, 1 січня 1926 — 17 грудня 1971) — угорський плавець.
Призер Олімпійських Ігор 1948 року.
Призер Чемпіонату Європи з водних видів спорту 1947 року.